# Министерство национальной обороны ГДР
Министерство национальной обороны ГДР (нем. Ministerium für Nationale Verteidigung) — министерство обороны Германской Демократической Республики, главным образом состоящее из национальной народной армии ГДР.

## Организация
Министерство национальной обороны ГДР, которое во многом повторяет структуру советского министерства обороны, включает несколько управлений и отделов, между которыми, скорее всего, имелась определённая степень дублирования полномочий. Начальники главных управлений и командований одновременно исполняли обязанности заместителей министра обороны.
Около 100 советских офицеров связи также были прикомандированы к министерству национальной обороны ГДР.

Флаг Главы Народного командования ВМФ (1973—1990)
Флаг Главы Народного командования ВМФ (1957—1973)
Флаг министра обороны (1989—1990)

Структура Министерства представляет собой деление на:
- Главный штаб (Hauptstab)
- Командование сухопутных войск (Kommando Landstreitkräfte)
- Командование ВВС/ПВО (Luftstreitkräfte & Luftverteidigung)
- Командование ВМФ (Kommando Volksmarine)
- Командование пограничными войсками (Deutschen Grenzpolizei)
- Главное управление гражданской обороны (Hauptverwaltung Zivilverteidigung)
- Главное политическое управление (Politische Hauptverwaltung)
- Отдел технологий и вооружения (Bereich Technik und Bewaffnung)
- Служба тыла (Bereich Rückwärtige Dienste)

## Министры обороны
| Номер | Портрет | Министр обороны                                                         | Вступил в должность | Дата отставки     | Продолжительность | Партия                 | Председатель                                         |
| ----- | ------- | ----------------------------------------------------------------------- | ------------------- | ----------------- | ----------------- | ---------------------- | ---------------------------------------------------- |
| 1     |         | Генерал армии Вилли Штоф (1914—1999)                                    | 1 марта 1956 г.     | 14 июля 1960 г.   | 4 года, 135 дней  | СЕПГ                   | Отто Гротеволь                                       |
| 2     |         | Генерал армии Хайнц Гофман (1910—1985)                                  | 14 июля 1960 г.     | 2 декабря 1985 †  | 25 лет, 141 день  | СЕПГ                   | Отто Гротеволь Вилли Штоф Хорст Зиндерман Вилли Штоф |
| 3     |         | Генерал армии Хайнц Кесслер (1920—2017)                                 | 3 декабря 1985 г.   | 18 ноября 1989 г. | 3 года, 351 день  | СЕПГ                   | Вилли Штоф Ханс Модров                               |
| 4     |         | Адмирал Теодор Хофман (1935—2018)                                       | 18 ноября 1989 г.   | 12 апреля 1990 г. | 145 дней          | СЕПГ                   | Ханс Модров                                          |
| 5     |         | Министр разоружения и обороны Райнер Эппельманн (1943 —настоящее время) | 12 апреля 1990 г.   | 2 октября 1990 г. | 173 дня           | Демократический прорыв | Лотар де Мезьер                                      |

## Схема министерства
Министерству национальной обороны подчинялись следующие органы управления:

### Командование Сухопутных войск
Командование Сухопутных войск было создано 1 декабря 1972 года как орган управления сухопутными войсками. Штаб-квартира располагалась в Вилдпарк-Вест, недалеко от Потсдама. Гвардейский полк Фридриха Энгельса осуществлял охрану штаб-квартиры командования.

### Командование ВВС/ПВО
Предшественниками Командования ВВС/ПВО ННА были Управление ВВС, созданное в 1956 году, и Управление ПВО. Год спустя ранее независимые администрации были объединены в совместное командование ВВС/ПВО, базировавшееся в Штраусберге .

Начальники командования ВВС/ПВО
- Генерал-майор Хайнц-Бернард Цорн с 1 марта 1956 г. по 30 августа 1956 г.
- Генерал-майор Хайнц Кесслер с 1 сентября 1956 г. по 14 марта 1967 г.
- Генерал-полковник Герберт Шайбе с 15 марта 1967 г. по 14 марта 1972 г.
- Генерал-майор Вольфганг Райнхольд с 15 марта 1972 г. по 30 ноября 1989 г.
- Генерал-лейтенант Рольф Бергер с 1 декабря 1989 г. по 2 октября 1990 г.

### Командование Народного флота
Из управления военно-морскими силами вышло Народное военно-морское командование, базировавшееся в Ростоке-Гельсдорфе . Он был создан весной 1957 года. После присвоения 3 ноября 1960 года звания «Народный флот» командование было переименовано в Командование Народного флота.

Начальник ВМС / Народного командования ВМФ
- Контр-адмирал Феликс Шеффлер с 1 марта 1956 г. по 31 декабря 1956 г .; как командующий военно-морскими силами
- Вице-адмирал Вальдемар Вернер с 1 января 1957 г. по 31 июля 1959 г.; как командующий военно-морскими силами
- Контр-адмирал Вильгельм Эм с 1 августа 1959 г. по 31 июля 1961 г. и с 25 февраля 1963 г. по 30 ноября 1987 г.
- Контр-адмирал Хайнц Нойкирхен с 1 августа 1961 г. по 24 февраля 1963 г.; поручено руководство
- Вице-адмирал Теодор Хоффманн с 1 декабря 1987 г. по 17 ноября 1989 г.
- Вице-адмирал Хендрик Родился с 11 декабря 1989 г. по 2 октября 1990 г.

### Командование Пограничных войск ГДР
После того, как 15 сентября 1961 года немецкая пограничная полиция была подчинена Министерству национальной обороны, подразделения именовались пограничными войсками ГДР . Командование Grenztruppen базировалось в Пятце.

Начальник Командования Пограничных войск ГДР
- Генерал-полковник Эрих Петер с 15 сентября 1961 г. по 31 июля 1979 г.
- Генерал-полковник Клаус-Дитер Баумгартен с 1 августа 1979 г. по 31 декабря 1989 г.
- Генерал-майор Дитер Тайхманн с 1 января 1990 г. по 30 сентября 1990 г.

### Штаб гражданской обороны
Начальник гражданской обороны
- Генерал-полковник Фриц Петер с 1 декабря 1976 г. по 30 апреля 1990 г.

В состав органов управления министерства входили также главный штаб, политическое главное управление и районы тыла, техники и вооружения.

### Главный персонал
В отличие от всех других армий Варшавского договора, Национальная народная армия (ННА) ГДР никогда не имела генерального штаба. Задачи выполнял главный штаб. Кроме того, не было ни официальной карьеры на службе в Генеральном штабе, ни самостоятельной подготовки Генерального штаба. Переименование Главного штаба в Генеральный штаб не удалось из-за вето Советского Союза .

Начальники главного штаба
- Генерал-лейтенант Винченц Мюллер с 1 марта 1956 г. по 1 марта 1958 г.
- Генерал-лейтенант Хайнц Гофманн с 1 марта 1958 г. по 1 июля 1960 г.
- Генерал-майор Зигфрид Ридель с 1 июля 1960 г. по 15 марта 1967 г.
- Генерал-полковник Хайнц Кесслер с 15 марта 1967 г. по 10 января 1979 г.
- Генерал-полковник Фриц Стрелец с 10 января 1979 г. по 31 декабря 1989 г.
- Генерал-лейтенант Манфред Грец с 1 января 1990 г. по 15 сентября 1990 г.
- Генерал-майор Михаэль Шлотхауэр[нем.] с 15 сентября 1990 г. по 2 октября 1990 г.

### Политический штаб
Начальники Политуправления
- 1956: генерал-майор Фридрих Диккель
- 1956—1957: полковник Готфрид Грюнберг
- 1957—1959: генерал-майор Рудольф Дёллинг .
- 1959—1978: адмирал Вальдемар Вернер
- 1979—1985: генерал-полковник Хайнц Кесслер .
- 1985—1989: генерал-полковник Хорст Брюннер

### Отдел техники и вооружения
Начальники отдела технологий и вооружения
- Полковник Эрвин Фрейер с 1 марта 1956 г. по 1 мая 1957 г.
- Генерал-майор Рудольф Менцель с 1 мая 1957 г. по 14 октября 1959 г.
- Генерал-майор Фридрих Диккель с 15 октября 1959 г. по 14 ноября 1963 г.
- Генерал- полковник Вернер Флейснер с 1 февраля 1964 г. по 27 декабря 1985 г.
- Генерал- полковник Иоахим Гольдбах с 1 февраля 1986 г. по 18 апреля 1990 г.

### Отдел тыловых служб
Начальник отдела тыла
- Генерал-майор Уолтер Алленстайн с 1 марта 1956 г. по 15 сентября 1972 г.
- Генерал-лейтенант Гельмут Поппе с 15 сентября 1972 г. по 26 июля 1979 г.
- Генерал-лейтенант Иоахим Гольдбах с 16 октября 1979 г. по 31 января 1986 г.
- Генерал-лейтенант Манфред Грец с 1 февраля 1986 г. по 31 декабря 1989 г.
- Вице-адмирал Ганс Хофманн с 1 января 1990 г. по 18 апреля 1990 г.

Как правило, начальники командований и других руководящих органов также являлись заместителями министра национальной обороны.
MfNV заключило так называемые секретные соглашения почти со всеми другими министерствами ГДР. Это соглашение ознаменовало видную позицию NVA. Содержанием этих договоров было преференциальное отношение к армии при распределении продовольствия, вождении и использовании лесов и открытых пространств в ГДР.

### Подчиненные Ассоциации, Единицы, Единицы и Учреждения
- Главный разведывательный центр Министерства национальной обороны
- 2-й автомобильный полк
- Военная академия имени Фридриха Энгельса
- Военно-политическое училище «Вильгельм Пик»
- Гвардейский полк «Фридрих Энгельс»
- Гвардейский полк «Гуго Эберлейн»